# Bystričany
Bystričany (węg.: Besztercsény) – wieś (obec) w powiecie Prievidza w kraju trenczyńskim w zachodniej Słowacji. Według danych z 2022 roku populacja wynosiła 1792 osób.

## Transport

### Transport drogowy
Przez miejscowość przebiega Droga I/64.

### Transport kolejowy
W Bystričanach znajduje się stacja kolejowa Bystričany na linii kolejowej 140.